# قرطم مسنن

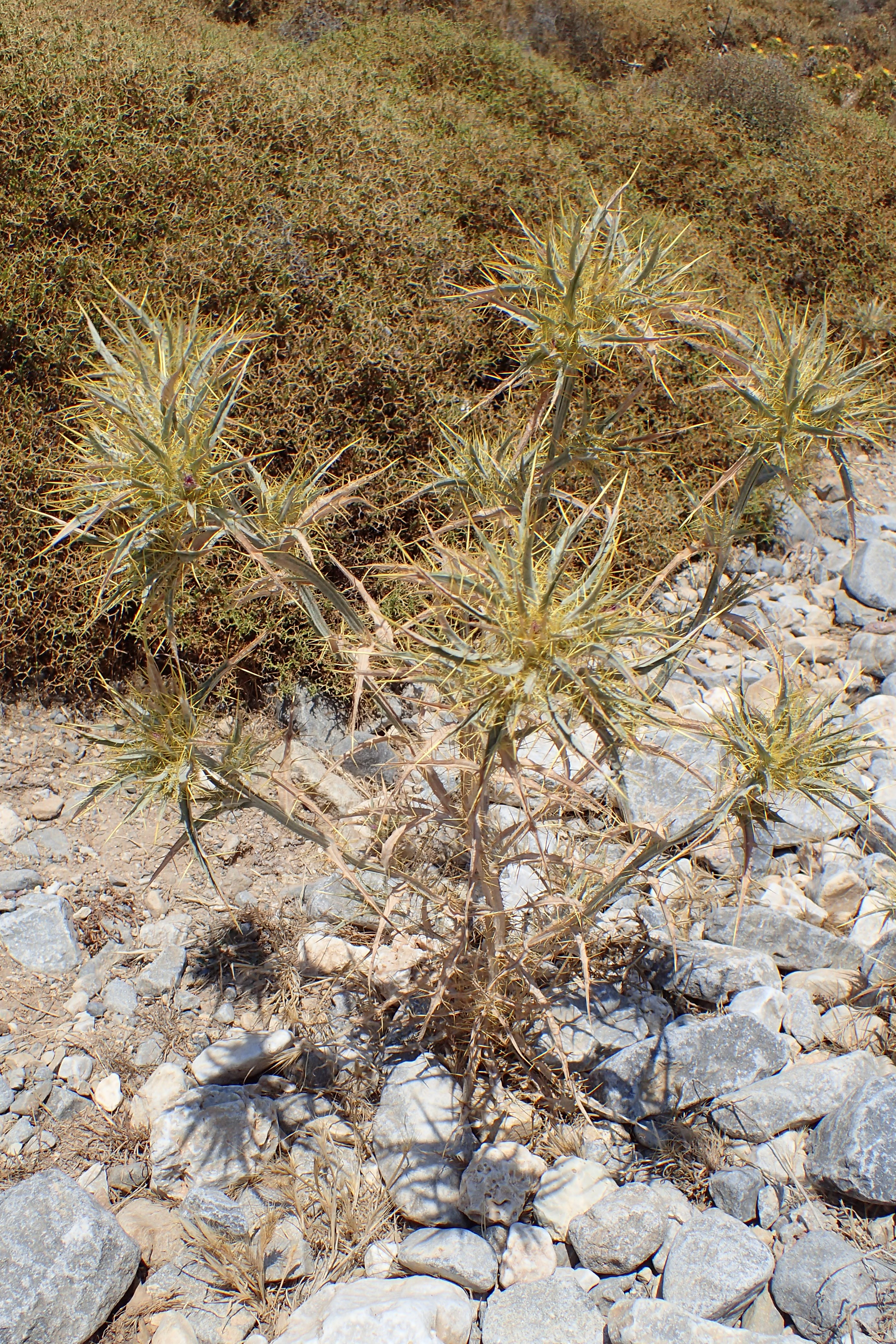
نبات كارتاموس دينتاتوس من الفصيلة النجميّةوهو قريب من نبات القرطم المعروف باسم العصفر.

القرطم المسنن (باللاتينية: Carthamus dentatus) نوع نباتي ينتمي إلى جنس القرطم من الفصيلة النجمية.